# Girolamo Terramagnino da Pisa
Girolamo Terramagnino da Pisa (Pisa, ... – dopo il 1250) è stato un poeta e scrittore italiano.

## Biografia
Girolamo Terramagnino da Pisa è stato un poeta contemporaneo di Guittone d'Arezzo e perciò operante, come sostenne Giovanni Mario Crescimbeni nella Istoria della volgar poesia, nel 1250.
In quest'ultima opera si trovava il sonetto doppio di Terramagnino da Pisa.
In lingua italiana scrisse poesie e liriche,  in provenzale scrisse la famosa Doctrina de cort, essenzialmente una forma riassunta dell'opera Razos de trobar di Raimon Vidal de Bezaudun. Poiché la sua Doctrina era composta in versi, talvolta viene classificato come trovatore, nonostante non siano ad oggi pervenute sue opere della tradizione provenzale. 
Il suo nome provenzale era Teramayguis o Teramaygnis de Piza, come lui stessò raccontò nella Doctrina, e tale nome gli fu attribuito da Nino Visconti, giudice di Gallura. Terramagnino (della Terramagna) non è altro che l'equivalente medievale dell'odierno termine continentale, con cui i sardi indicano gli italiani della penisola.
Secondo alcuni studiosi Terramagnino potrebbe essere l'autore del sonetto  "Poi dal mastro Guitton latte tenete", attribuito a Guittone d'Arezzo.